# Лієво Требар'єво
Лієво Требар'єво (хорв. Lijevo Trebarjevo) — населений пункт у Хорватії, у Сисацько-Мославинській жупанії у складі громади Мартинська Вес.

## Населення
Населення за даними перепису 2011 року становило 59 осіб.
Динаміка чисельності населення поселення:

## Клімат
Середня річна температура становить 11,03 °C, середня максимальна – 25,36 °C, а середня мінімальна – -5,89 °C. Середня річна кількість опадів – 881 мм.
| Клімат поселення                              | Клімат поселення | Клімат поселення | Клімат поселення | Клімат поселення | Клімат поселення | Клімат поселення | Клімат поселення | Клімат поселення | Клімат поселення | Клімат поселення | Клімат поселення | Клімат поселення | Клімат поселення |
| Показник                                      | Січ.             | Лют.             | Бер.             | Квіт.            | Трав.            | Черв.            | Лип.             | Серп.            | Вер.             | Жовт.            | Лист.            | Груд.            |                  |
| Середній максимум, °C                         | 6,53             | 8,54             | 13,14            | 17,61            | 22,63            | 25,36            | 24,11            | 23,41            | 19,76            | 14,74            | 9,22             | 5,05             |                  |
| Середня температура, °C                       | 0,32             | 2,32             | 6,94             | 11,40            | 16,42            | 19,16            | 20,70            | 20,00            | 16,35            | 11,33            | 5,82             | 1,64             |                  |
| Середній мінімум, °C                          | −5,89            | −3,89            | 0,72             | 5,20             | 10,22            | 12,94            | 17,30            | 16,60            | 12,93            | 7,91             | 2,41             | −1,76            |                  |
| Норма опадів, мм                              | 53               | 50               | 59               | 69               | 77               | 91               | 79               | 84               | 81               | 84               | 88               | 66               |                  |
| Середньомісячна швидкість вітру, м/с          | 1.84             | 2.04             | 2.49             | 2.30             | 2.10             | 2.00             | 1.90             | 1.74             | 1.76             | 1.80             | 1.90             | 1.90             |                  |
| Середньомісячна сонячна радіація, кДж/м²·день | 4191             | 6975             | 10614            | 15157            | 19376            | 21336            | 22353            | 19522            | 14351            | 8823             | 4625             | 3407             |                  |
| --------------------------------------------- | ---------------- | ---------------- | ---------------- | ---------------- | ---------------- | ---------------- | ---------------- | ---------------- | ---------------- | ---------------- | ---------------- | ---------------- | ---------------- |
| Джерело:                                      |                  |                  |                  |                  |                  |                  |                  |                  |                  |                  |                  |                  |                  |